# Šentpetrski most
Šentpetrski most je eden izmed mostov v Ljubljani, ki prečka Ljubljanico, in sicer povezuje Petkovškovo nabrežje na levem bregu in Poljanski nasip na desnem bregu reke.

## Zgodovina
Do leta 1776 je na tem mestu stala brv. Zgradili so jo vojaki v bližini cerkve Sv. Petra za zvezo med vojašnico in mestom. Stala je poleg brvi, ki so jo vzdrževali škofje, da so imeli dovoz do svoje pristave. Leseni most je stal skoraj pol stoletja. V letih 1834 in 1835 so postavili nov most in to na lokaciji današnjega. Nov most je bil potreben zaradi povečanega prometa, saj je na Poljanskem nasipu začela delovati sladkorna rafinerija, na območju današnjega Ambroževega trga pa so se odvijali sejmi.
Po uvedbi tramvaja v Ljubljani v začetku 20. stoletja, so morali dodati še en lesen most, tako da je bil to dvojni leseni Šempetrski most; ožji najprej za pešce, pozneje za tramvaj, širši - 4 m širok pa za vprege in pešce. Leta 1894 je bil zgrajen lesen most za pešce preko 5 polj po 7,0 m oziroma skupne dolžine 35,0 m in širine med ograjama 2,0 m.

## Sedanji most
Zaradi prve svetovne vojne se je gradnja zavlekla, tako da je bil nov betonski Šempetrski most zgrajen šele leta 1918. Projektant mostu je bil Richard Wuczhowsky, obrežju ga je prilagodil arhitekt Alfred Keller, dela pa je izvajalo gradbeno podjetje Rella & Neffe z Dunaja. Most ima razpetino loka 25,5 m, skupna dolžina pa znaša 47,5 m. Širina vozišča je 10,0 m, obojestranska pločnika sta široka po 2,0 m.
Tako v ožjem mestnem središču ni bilo več lesenih mostov. Stari leseni most so takrat prestavili na Prule. Tudi preko novega mostu je potekala tramvajska proga, kasneje je bilo čezenj speljanih več mestnih avtobusnih prog.

### Javni potniški promet
Preko mostu danes potekata trasi mestnih avtobusnih linij št. 5 in N5.